# The Weekend Away
The Weekend Away (bra: Naquele Fim de Semana; prt: O Fim de Semana) é um filme de suspense americano de 2022, dirigido por Kim Farrant e com um roteiro de Sarah Alderson, baseado no romance homônimo de Alderson de 2020. A história segue uma mulher chamada Beth (Leighton Meester), que viaja para a Croácia para passar um fim de semana com a sua melhor amiga Kate. No entanto, Kate desaparece e Beth é forçada a descobrir o que aconteceu com ela. O filme foi lançado na Netflix em 3 de março de 2022.
Entre 27 de fevereiro e 20 de março de 2022, o filme foi assistido por 79,95 milhões de horas seguidas de acordo com o Top 10 da Netflix.

## Enredo
A recente mãe, Beth, voa para a Croácia para uma viagem organizada por sua melhor amiga recém-divorciada, Kate. No jantar, Beth confidencia que seu casamento com seu marido Rob está monótono e ela não sabe o que fazer. Naquela noite, elas vão à balada e dois homens flertam com elas. Kate sugere que Beth tenha um caso de uma noite.
Na manhã seguinte, Beth acorda confusa sobre os eventos da noite passada e percebe que Kate está desaparecida. Depois de entrar em contato com o ex de Rob e Kate, Jay, ambos descartando as preocupações de Beth, dada a personalidade egocêntrica e selvagem de Kate, ela faz contato com a polícia, que também fica indiferente. Apenas Zain, o taxista sírio que os levou ao clube, mostra empatia e concorda em ajudar. Com a ajuda de Zain, Beth recupera a bolsa e o telefone de Kate e descobre que os homens do clube eram acompanhantes, contratados por Kate. No entanto, eles são vigaristas que dão substâncias ilícitas e roubam as mulheres que eles prestam serviço, como Kate e Beth.
Com esta nova informação, Beth retorna à polícia que finalmente inicia uma investigação oficial sobre o desaparecimento de Kate. Rob também chega à Croácia e imediatamente suspeita de Zain. O corpo de Kate é encontrado pouco depois na água e Beth fica horrorizada. Ela desbloqueia o telefone de Kate usando seu rosto no necrotério. Procurando por pistas em seu telefone, ela encontra mensagens de texto entre Rob e Kate revelando um caso.
Beth é chamada à delegacia de polícia, como a principal suspeita. É revelado que tanto Kate quanto Beth tinham substâncias químicas em seus organismos, algo que Beth suspeitava devido à sua perda de memória, e insiste que ela estava drogada. A polícia entrevistou os dois acompanhantes, que não têm antecedentes criminais, e eles negam qualquer irregularidade. A polícia confisca o passaporte de Beth enquanto continua a investigá-la. Beth liga para Jay e descobre que ele sabia que Rob e Kate estavam tendo um caso. Beth liga para Rob e o confronta dizendo que ela sabe que eles estavam tendo um caso.
A polícia vem e prende Beth. A polícia diz a ela que Zain tem conexões com uma gangue de tráfico humano, acusando Beth de contratá-lo para assassinar Kate por causa do caso com seu marido. Beth confronta Zain, que diz que a gangue o transportou para o país e nada mais, insistindo que ele não teve nada a ver com o assassinato de Kate.
Enquanto o anfitrião do Airbnb, Sebastian, está fora, Beth entra furtivamente em seu estúdio de gravação particular, descobrindo que ele grava secretamente todos os seus inquilinos. Pesquisando as imagens, Beth vê que ela foi colocada na cama mais cedo na noite em que Kate desapareceu. Também mostra Kate sendo roubada pelos acompanhantes, entrando em um carro para denunciá-los e, eventualmente, retornando. Beth anota o número da placa e descobre que é o carro de Pavić, o policial que duvidou de sua história. Sebastian retorna ao Airbnb e briga com a Beth. Ela corre para fora e Zain está lá. Eles vão até a empresa de táxi e entrevistam o motorista que levou Kate naquela noite. Ele disse que Kate o fez levá-la para seguir os dois homens e, eventualmente, ele a deixou na delegacia.
No noticiário, Beth é apontada como suspeita de assassinato e, enquanto procura pistas, Zain e Beth são denunciados por moradores, então a polícia vem para prendê-los. Beth descobre que Pavic estava envolvido no desaparecimento de Kate. Zain se entrega para que Beth possa escapar, mas ela é pega por Pavić. Ela o acusa de matar Kate porque ela rejeitou seus avanços e, durante a luta, ele cai do parapeito do prédio e ele morre. Beth descobre que Pavić tinha um histórico de agredir profissionais do sexo, mas ele não pôde ser demitido por falta de provas e foi transferido para o turismo. Devido ao relatório da autópsia, acredita-se que Pavić atingiu Kate na parte de trás da cabeça e a jogou no rio local enquanto ela ainda estava viva. Beth é declarada inocente e agradece a ajuda de Zain.
Algum tempo depois, Beth recebe um SMS de Zain a caminho de deixar Aster no Rob para uma visita, dizendo "Vejo você em breve". Rob quer reconciliação, mas ela se recusa. Enquanto procura as chaves do carro, Beth encontra contas de ônix preto, do colar que ela deu a Kate, no bolso do casaco de Rob. Ela percebe que Rob matou Kate e, enquanto está na linha com a polícia, o confronta. Ele admite que voou para a Croácia para impedir Kate de revelar seu caso com ele. Em flashbacks, é mostrado que Rob estava disposto a deixar Beth por Kate. Mas Kate falou que o caso foi o maior erro de sua vida e planejou contar a Beth. No entanto, Rob diz a Beth que foi o contrário. Ele admite que ficou com raiva e se tornou agressivo com Kate, empurrando-a para a água antes de fugir.
Beth percebe que Kate a convidou para a Croácia para lembrá-la de quem ela era antes de Rob e que ela merecia algo melhor. Como a polícia registrou sua confissão, a polícia local é enviada para a casa. Beth sai com seu bebê quando Rob é preso.

## Elenco
- Leighton Meester como Beth[1]
- Christina Wolfe como Kate[10]
- Ziad Bakri como Zain[11]
- Luke Norris como Rob
- Amar Bukvić como Pavić
- Iva Mihalić como Kovač
- Adrian Pezdirc como Sebastian
- Marko Braic como Luka
- Lujo Kunčević como Mateo
- Parth Thakerar como Jay

## Produção
The Weekend Away foi filmado em Split e a estátua do poeta nacional da Croácia, Marko Marulić, na Radic Brothers Square que é mostrada durante uma cena importante.

## Recepção
No site agregador de críticas Rotten Tomatoes, 53% das avaliações de 15 críticos são positivas, com uma classificação média de 5/10.
Dennis Harvey, da Variety, disse: "Apesar de todas as lacunas de credibilidade e outras falhas, no entanto, o filme fornece uma diversão inteligente e rápida". Marya E. Gates, do RogerEbert.com, disse que o filme "é o melhor tipo de filme propositalmente e absurdamente comercial. O cenário é lindo, as reviravoltas mantêm a adrenalina em alta e as atuações são memoráveis. Mesmo que você não se lembre de tudo o que acontece, você vai se divertir enquanto durar."